# Ancerville (paquebot)
Pour les articles homonymes, voir Ancerville.
L’Ancerville (aujourd'hui Minghua) est un paquebot construit pour les lignes Méditerranée—Afrique   noire de la Nouvelle Compagnie de Paquebots (NCP) de Nicolas Paquet, une filiale des Chargeurs Réunis.
Une fois revendu aux Chinois en 1973, il a été exploité sur l'océan Indien, puis l'Australie avant de finir (à sec) comme « centre commercial et de loisirs » à Shekou, province de Guangdong, en Chine.
Le nom de ce paquebot vient de la ville d'Ancerville qui a vu naître, en 1831, Nicolas Paquet fondateur des Croisières Paquet.

## Histoire

### La période Paquet
Ce navire fut construit par les Chantiers de l'Atlantique à Saint-Nazaire en 1962. Ancerville est inauguré le 5 avril 1962 par le général De Gaulle. Le premier voyage du navire s'est effectué le 5 septembre de cette même année vers les îles Canaries.
Exploité par la compagnie Paquet (CNP) entre Marseille et l'Afrique occidentale desservant des villes de la Méditerranée, les îles Canaries et/ou Madère, les côtes du Maroc jusqu'à Dakar avec des rotations assez régulières de 15 jours.
En général, le voyage de Marseille à Dakar durait 5 jours, et le bateau faisait escale à Alicante puis Casablanca allait ensuite à Madère et aux îles Canaries, Tenerife à l'aller et Las Palmas au retour, ensuite de nouveau à Casablanca ; le trajet durait alors 7 jours. Il pouvait faire une escale intermédiaire supplémentaire ou au Maroc (Tanger, Casablanca).
Parfois le trajet se continuait après Dakar vers la Côte d'Ivoire et le Cameroun, aux grandes vacances pour le retour des « culs blancs » (nom des collaborateurs français en Côte d'Ivoire).
En hiver (hiver en Europe), il a effectué épisodiquement des croisières, comme la croisière du nouvel an, ou à destination de Rio de Janeiro au Brésil : carnaval 5 semaines ; en été, croisière en Grèce, Turquie et Yougoslavie.
En 1970 il a fait la une du journal télévisé en effectuant un sauvetage en mer. En juillet 1970, sur la route de Dakar vers Marseille après escale à Las Palmas, il effectua le sauvetage de tous les passagers et hommes d'équipage (500) d'un paquebot italien, le Fulvia qui sombra après un incendie survenu dans la nuit. Les rescapés furent débarqués à Tenerife.
La concurrence de l'avion obligea la compagnie Paquet à se réorienter lentement vers les croisières — elle a disparu depuis — et l'Ancerville est vendu à la Chine en 1973. La vente s'effectua à Malte ; Louis Fabre, officier mécanicien de 1re classe, y représenta la Compagnie.
Il a été remplacé au début des années 1970 par le ferry Massalia, plus petit mais pouvant transporter les passagers et leur véhicule.

### La période chinoise
Il commença une nouvelle carrière sous le nom de Minghua, repeint en vert (1973), en naviguant entre la mer de Chine et les côtes de l'Afrique de l'Est. Il fut ensuite loué pour être exploité à partir de l'Australie.
Durant la période 1981-1982, il fut exploité par une compagnie australienne à partir de l'Australie.
En 1983 le navire fut mis à quai puis transformé en hôtel flottant, zone commerciale et de loisirs à Shekou (Guangdong), centre de loisir avec (suivant les époques) théâtre, boutiques, cinéma, restaurant, piscine, etc. En 1983, il aurait été alors renommé Shekou sea world par Deng Xiaoping le leader chinois de l'époque.
En 1986, le Minghua apparaîtrait officiellement en tant que navire hôtel. En 1991, la Lloyd's l'efface de ses registres en tant que navire.

### Le début de la fin
Petit à petit l’Ancerville a été ensablé par un travail de terrassement énorme jusqu'à la ligne de flottaison ainsi, venant de bâbord par la terre, on le croirait flottant à quai. Au début des années 1990, le bateau est enterré par son côté bâbord, commence alors le projet d'enterrement total.
En 1998, un incendie grave dans la salle des machines faillit mettre fin à son épopée, l'intérieur fut ravagé mais l'aspect extérieur et la structure ont résisté.
En 2001, le Minghua a été rénové et réexploité.
Il est toujours à Shekou, une banlieue huppée (beaucoup d'expatriés) de Shenzhen en Chine, dans la zone touristique Sea World encerclé par des restaurants et bars animés.

### Le renouveau à terre
Au XXIe siècle, le navire est entouré d'un parcours de golf, la mer a été repoussée au loin. L'ex-Ancerville est devenu un hôtel (Minghua - Cruise Inn) et abrite restaurants et bars.
À l'été 2013, le Minghua a été entièrement repeint en blanc et rénové ainsi que la zone alentour.

## Caractéristiques
L’Ancerville a été l'avant-dernier paquebot construit pour la compagnie Paquet. Le dernier étant le Renaissance, dont la silhouette est similaire, mais plus petit ce dernier n'a qu'une cheminée au lieu de deux pour l’Ancerville.
À cette époque, le bateau était emménagé en plusieurs classes suivant le prix, réparties sur plusieurs ponts ; les cabines les plus luxueuses et donc les moins nombreuses étaient au niveau supérieur (Luxe), Pont piscine. Il y avait aussi une zone dortoir, appelée standard, réservée aux passagers peu fortunés, en l'occurrence les travailleurs immigrés africains rentrant pour leurs congés au pays ; voyageant dans des dortoirs situés à l'avant dans la cale, ils pouvaient sortir prendre l'air sur le pont à certaines heures. Il y avait une classe tourisme (seconde) avec bar et boîte de nuit.
Les cabines pouvaient être individuelles ou plus grandes. Dans les plus grandes, les lits étaient doubles ou single ; dans les cabines touriste, les lits étaient superposés avec douches salle de bains entre les cabines. Toutes avaient les gilets de sauvetage individuels.
On y trouvait aussi :
- un grand restaurant ; on y prenait le petit-déjeuner ainsi que la collation du milieu d'après-midi en plus des services assurés midi et soir (deux à chaque fois : le premier pour les enfants, le suivant pour les adultes),
- un restaurant-grill ouvert généralement le soir (avec un surplus financier pour y dîner), deux grands salons avec bar, un avec orchestre et l'autre discothèque
- une bibliothèque, ou salle de bridge,
- deux piscines à l'arrière (celle du pont inférieur fut supprimée peu après), une petite à l'avant.

Il avait aussi un chenil (pour chiens et chats), au pied de ses deux grandes cheminées, où les animaux de compagnie avaient leurs cages et pouvaient être promenés, s'ébattre et faire leurs besoins. Un ball-trap, coiffeur, boutique complétait le tout.